# Fotaya Moarich
Fotaya Moarich, dit també Maharich (Artesa, Plana Baixa, abans de 1510 - Cortes de Pallars, Vall de Cofrents, 1526) va ser un morisc valencià, documentat per primera vegada l'any 1510 com a cap de casa al poble d'Artesa, conegut per haver estat un dels cabdills de la revolta de l'Espadà de 1526 junt a Selim Almansor.
Vençuda la resistència morisca a la serra d'Espadà el 19 de setembre de 1526, va aconseguir fugir a Cortes de Pallars, el darrer reducte dels mahometans al Regne de València. Allà els moriscos foren derrotats definitivament a la muntanya de La Muela. Moarich va morir esquarterat, juntament amb Almansor (moro d'Algar de Palància) i els moros de Benaguasil Donzell i Orejudo.